# Peter Schönström (1720–1790)
Peter Schönström, född den 13 mars 1720, död den 6 juni 1790, var en svensk militär. Han var son till Peter Schönström, måg till Carl Gustaf Warmholtz och far till Peter Schönström.
Schönström blev student vid Uppsala universitet 1729. Han blev volontär vid fortifikationen 1735, korpral vid Livregementet till häst 1741, löjtnant i hessisk tjänst 1745, adjutant vid  Livregementet till häst 1747, löjtnant där 1750 och konstituerad ryttmästare 1759. Schönström tilldelades konfirmationsfullmakt 1760, blev ryttmästare med kompani 1761 och beviljades överstelöjtnants avsked 1770. Han deltog i hattarnas ryska krig 1741–1743 och i pommerska kriget 1757–1760. Schönström blev riddare av Svärdsorden 1761.